# Baskın Oran

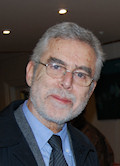
Baskın Oran 2008

Baskın Oran (* 26. Juli 1945 in Izmir) ist ein türkischer Politiker und Dozent im Bereich der Internationalen Angelegenheiten am Lehrstuhl für Politologie der Universität Ankara. Er schreibt Kolumnen für die Beilage Radikal Iki der Zeitung Radikal und für die türkisch-armenische Wochenzeitung Agos.

## Leben

### Arbeit
Baskın Oran schloss 1968 sein Studium der Politischen Wissenschaften an der Universität Ankara ab und wurde ein Jahr später dort Assistent. 1971 wurde er von der Universität verwiesen, wurde aber auf Beschluss des Staatsrates 1972 wieder aufgenommen. Er schloss seine Doktorarbeit 1974 ab. Als Hilfsdozent wurde er 1982 nochmals der Universität verwiesen, konnte aber 1990 durch einen Gerichtsentscheid seinen Dienst wieder aufnehmen. 1991 wurde er Dozent und 1997 Professor im Bereich für Internationale Angelegenheiten. Er arbeitete über Themen wie Nationalismus, Minderheiten, Türkische Außenpolitik und Beziehungen zwischen Staat und Religion.
Anfang 2007 ging er in den Ruhestand und arbeitete für drei Monate an der Universität Oxford. Er lehrte aber trotz seiner Pensionierung immer noch an der Universität Ankara.
Er war Mitglied des Menschenrechtsrates (tr: İHDK) und Vorsitzender von dessen Unterausschuss für Minderheitenrechte und kulturelle Rechte. Am 1. Juli 2007 stellte er sich als unabhängiger Kandidat für die Parlamentswahlen für den 2. Wahlkreis von Istanbul auf, erhielt aber nicht genug Stimmen.
Am 30. Mai 2008 erhielt er eine Morddrohung per E-Mail von der Türkischen Rachebrigade.
Am 15. Dezember 2008 startete er mit Ahmet İnsel, Ali Bayramoğlu, Cengiz Aktar und rund 1.000 weiteren Intellektuellen eine Internetaktion für die Entschuldigung bei den Armeniern. Bezüglich dieser Aktion sagte Oran, dass „man uns seit 1923 das Gehirn wäscht“, und dass „soviel Unwissenheit und Unkenntnis von unserem Bildungssystem herrührt“. Die Kampagne über den Völkermord an den Armeniern hieß Özür Diliyorum.
Im April 2013 wurde Oran vom damaligen Ministerpräsidenten Recep Tayyip Erdoğan in eine „Rat der Weisen“ genannte Kommission berufen, die die damals angestrebte friedliche Beendigung des Konflikts mit der kurdischen PKK zivilgesellschaftlich begleiten sollte, letztlich aber recht wirkungslos blieb.
2012 wurde er zum ordentlichen Mitglied der Academia Europaea gewählt.

### Privates
Baskin Oran ist mit Feyhan Hanım, der Tochter des ehemaligen Bildungsministers Reşit Galip, verheiratet und ist Vater von zwei Kindern. Seine Tochter Sırma Oran lebt in Lyon und ist politisch aktiv. Sie war Kandidatin für die Stadt Villeurbanne bei den Kommunalwahlen 2008 auf der gemeinsamen Liste der Les Verts und der Parti socialiste. Doch der Widerstand der armenischen Diaspora zwang sie zum Rücktritt.

## Werke
- "M. K." Adlı Çocuğun Tehcir Anıları (Die Erinnerungen des Kindes M.K. an die Deportation), ISBN 975-05-0337-6
- Atatürk Milliyetçiliği Resmi İdeoloji Dışı Bir İnceleme (Eine außeroffizielle Untersuchung des Atatürk-Nationalismuses)
- Az Gelişmiş Ülke Milliyetçiliği Kara Afrika Modeli, ISBN 975-494-632-9
- Dalavera Memet'in Bodrum Tarihi (Dalavera Memets Bodrum Historie), ISBN 975-05-0222-1
- Devlet Devlete Karşı (Der Staat gegen den Staat)
- Enişte Gözüyle Bodrum (Bodrum durch die Augen des Schwagers), ISBN 975-05-0265-5
- Kalkık Horoz Çekiç Güç ve Kürt Devleti
- Kenan Evren'in Yazılmamış Anıları  (1989), ISBN 975-05-0397-X
- Kenan Evren'in Yazılmamış Anıları Son Defter (1990)
- Küreselleşme ve Azınlıklar (Globalisierung und Minderheiten)
- Nerde O Eski Mahpushaneler!, ISBN 975-05-0314-7
- Türk - Yunan İlişkilerinde Batı Trakya Sorunu
- Türkiye'de Azınlıklar (Minderheiten in der Türkei), ISBN 978-975-05-0299-6
- Yunanistan'ın Lozan İhlalleri

Herausgeber
- Türk Dış Politikası Kurtuluş Savaşından Bugüne Olgular, Belgeler, Yorumlar Cilt 1:1919-1980, ISBN 975-05-0001-6
- Türk Dış Politikası Kurtuluş Savaşından Bugüne Olgular, Belgeler, Yorumlar Cilt 2:1980-2001, ISBN 975-05-0002-4
- Türk Dış Politikası Kurtuluş Savaşından Bugüne Olgular, Belgeler, Yorumlar Cilt 3:2001-2012, ISBN 978-975-05-1142-4
  - Übersetzt durch Mustafa Akşin: Turkish Foreign Policy, 1919 - 2006. Facts and Analyses with Documents, The University of Utah Press, Salt Lake City 2010, ISBN 978-0-87480-904-6.